# Валя-Лупулуй (Бакеу)
Валя-Лупулуй (рум. Valea Lupului) — село у повіті Бакеу в Румунії. Входить до складу комуни Вултурень.
Село розташоване на відстані 235 км на північ від Бухареста, 30 км на південний схід від Бакеу, 87 км на південь від Ясс, 125 км на північний захід від Галаца.

## Населення
За даними перепису населення 2002 року у селі проживала 31 особа, усі — румуни. Усі жителі села рідною мовою назвали румунську.